# سرت‌حور
| G5 | s | E11 · t |

| G5 | s | E11 · t |

سِرِت‌حور (انگلیسی: Serethor) یک ملکه همسر در مصر باستان در دوران حکمرانی دودمان نخست مصر بود. وی همسر فرعون دن بود. او را از یک سنگ یادبود تشییع جنازه در ام‌القعاب می‌شناسند که اکنون در موزه لوور است، اما هیچ عنوانی از آن باقی نمانده است. او ممکن است در مجتمع تدفین فرعون دن به خاک سپرده شده باشد.